# Синдхи (язык)
Си́ндхи (деванагари: सिन्धी, арабским алфавитом: سنڌي [sɪndʱiː]) — язык индоарийской группы индоевропейской семьи. Является родным примерно для 20 миллионов синдхов, живущих преимущественно в Пакистане. Официальный язык пакистанской провинции Синд. Значительное число говорящих живёт также в Индии, однако синдхи не является официальным языком ни одного из штатов Индии.
Письменность на основе деванагари (в Индии) и арабо-персидского шрифта (в Пакистане).

## Статус и использование
Индийское правительство издало закон о том, что синдхи является обязательным языком обучения и средой обучения в Индии, так что студенты могут выбирать изучение на синдхи. Синдхи является необязательным третьим языком в индийских штатах Раджастхан, Гуджарат и Мадхья-Прадеш.
До образования Пакистана синдхи был национальным языком Синда. Парламент Синда объявил обязательным преподавание языка синдхи во всех частных школах Синда.
Многие телевизионные каналы в Пакистане, такие как KTN, Sindh TV, Awaz Television Network, Mehran TV и Dharti TV, вещают на языке синдхи. Помимо этого, индийский телеканал Doordarshan обратился в Верховный суд Индии с просьбой открыть канал новостей для носителей синдхи в Индии.

## Классификация
По классификации С. К. Чаттерджи, синдхи принадлежит к северной группе индоарийских языков наряду с лахнда и восточным панджаби. Дж. Грирсон и Р. Хёрнле относят его к северо-западной группе внешней ветви вместе с лахнда. Г. А. Зограф предлагает отнести его вместе с маратхи в западную группу.

## Письменность
В Пакистане синдхи записывается арабской вязью, в Индии используется несколько изменённый вариант деванагари.
Алфавит синдхи на основе арабского письма:
| جھ   | ڄ | ج  | پ            | ث | ٺ              | ٽ  | ٿ  | ت | ڀ  | ٻ  | ب | ا      |
| ---- | - | -- | ------------ | - | -------------- | -- | -- | - | -- | -- | - | ------ |
| ɟʱ   | ʄ | ɟ  | p            | s | ʈʰ             | ʈ  | tʰ | t | bʱ | ɓ  | b | ɑː ʔ ∅ |
| ڙ    | ر | ذ  | ڍ            | ڊ | ڏ              | ڌ  | د  | خ | ح  | ڇ  | چ | ڃ      |
| ɽ    | r | z  | ɖʱ           | ɖ | ɗ              | dʱ | d  | x | h  | cʰ | c | ɲ      |
| ڪ    | ق | ڦ  | ف            | غ | ع              | ظ  | ط  | ض | ص  | ش  | س | ز      |
| k    | q | pʰ | f            | ɣ | ɑː oː eː ʔ ʕ ∅ | z  | t  | z | s  | ʃ  | s | z      |
| ي    | ء | ھ  | و            | ڻ | ن              | م  | ل  | ڱ | گھ | ڳ  | گ | ک      |
| j iː | * | h  | ʋ ʊ oː ɔː uː | ɳ | n              | m  | l  | ŋ | ɡʱ | ɠ  | ɡ | kʰ     |

## Социолингвистические сведения

### Диалекты
Среди диалектов синдхи — каччи, лари, ласи, тарели, мачариа, дукслину (Hindu Sindhi), синдхи-мусальмани (Muslim Sindhi). Основным считается вичоло (вичоли, виччоли, центральный синдхи). На диалектах синдхи говорят некоторые бхилы. На территории Синда проживает 100 000 происходящих с индийского полуострова Катьявар мусульман-билингвов, полностью ассимилированных населением. 77 % лексики синдхи — общая с катьявари качи.
Ранее к диалектам синдхи также относили язык сирайки.

## Типологическая характеристика

### Общая характеристика
В синдхи флективные черты сочетаются с развитой агглютинативностью, а синтетизм с аналитизмом. Так, некоторые падежи, как показано ниже, образуются флективно, другие же — агглютинативно, причём агглютинативные показатели могут, как и в типично агглютинативных языках, распространяться на всю именную группу; часть видовременных форм образуется синтетически, часть — аналитически.

### Тип маркирования
Как в именной группе, так и в предикации синдхи демонстрирует зависимостное маркирование:
| Pi-u-jō отец-NOM-ADJ/POSS | ghar-u дом-NOM |

"дом отца"
| mūn-khē я. OBL-DAT | ṣūbēdār-a Шубедар-OBL | pakiṛiō-āhē арестовать. NMN-AUX.3SG |

"Шубедар меня арестовал"

### Тип ролевой кодировки
Синдхи демонстрирует смешанный тип ролевой кодировки с явными чертами эргативности. Единственный актант одноместного глагола кодируется номинативом, им же — прямой объект переходного глагола, который, однако, может кодироваться и дативом, придавая, таким образом, ролевой кодировке синдхи черты трёхчастной системы; агенс переходного глагола кодируется общекосвенным падежом, но может кодироваться и номинативом; таким образом, в синдхи присутствуют черты эргативной, трёхчастной и нейтральной ролевой кодировок.
| pi-u отец-NOM            | huna этот. NOM | ghar-a-mēn дом-OBL-LOC | rahē-thō жить-AUX.3SG |
| «отец живёт в этом доме» |                |                        |                       |

| pi-ṇhē отец-2SG.NOM     | mahemānī праздник. NOM | kaī делать.2SG.PRS | āhē AUX.3SG |
| «отец устроил праздник» |                        |                    |             |

| mūn-khē я. OBL-DAT | ṣūbēdār-a Шубедар-OBL | pakiṛiō-āhē арестовать. NMN-AUX.3SG |

"Шубедар меня арестовал"
| mūn я. OBL               | pēḷ-u живот-NOM | bharyān наполнять. SUB.1SG |
| «может, я наполню живот» |                 |                            |

### Базовый порядок слов
Базовым порядком слов в синдхи, как и в других индоарийских языках, является SOV.

## Лингвистические черты

### Фонетика и фонология
|                      | Губные | Губные | Зубные Альвеолярные | Зубные Альвеолярные | Ретрофлексные | Ретрофлексные | Палатоальвеолярные / Палатальные | Палатоальвеолярные / Палатальные | Велярные | Велярные | Глоттальные | Глоттальные |
| -------------------- | ------ | ------ | ------------------- | ------------------- | ------------- | ------------- | -------------------------------- | -------------------------------- | -------- | -------- | ----------- | ----------- |
| Носовые              | m mʱ   | m mʱ   | n nʱ                | n nʱ                | ɳ ɳʱ          | ɳ ɳʱ          | ɲ                                | ɲ                                | ŋ        | ŋ        |             |             |
| Взрывные и аффрикаты | p pʰ   | b bʱ   | t̪ t̪ʰ                | d̪ d̪ʱ                | ʈ ʈʰ          | ɖ ɖʱ          | t̠ɕ t̠ɕʰ                           | d̠ʑ d̠ʑʱ                           | k kʰ     | g gʱ     |             |             |
| Имплозивные          |        | ɓ      |                     | ɗ                   |               |               |                                  | ʄ ~ jˀ                           |          | ɠ        |             |             |
| Фрикативные          | f      |        | s                   | z                   | ʂ             |               |                                  |                                  | x        | ɣ        | h           |             |
| Дрожащие             |        |        | r                   | r                   | ɽ ɽʱ          | ɽ ɽʱ          |                                  |                                  |          |          |             |             |
| Аппроксиманты        | ʋ      | ʋ      | l̪ l̪ʱ                | l̪ l̪ʱ                |               |               | j                                | j                                |          |          |             |             |

Система консонантизма синдхи, состоящая из 44 фонем, напоминает системы близких языков; отличительной особенностью является наличие четырёх имплозивных согласных.

В синдхи 10 гласных фонем, различающихся по ряду, подъёму, долготе. Гласные /ɪ ʊ ə/ являются краткими, прочие — долгими. Помимо этого, каждая из фонем имеет назализованную пару.

### Морфология

#### Существительное
Существительные в синдхи имеют словоклассифицирующую категорию рода и словоизменительные категории числа и падежа.
Род
Существительные делятся на мужской и женский роды. Большинство слов, заканчивающихся на u и ō — мужского рода. Все существительные, оканчивающиеся на a, и почти все, оканчивающиеся на e — женского. Существительные, оканчивающиеся на ā, ī, ū мужского рода в случае, если они обозначают мужчин, и женского в противном случае. Распространено образование существительных женского рода от мужского посредством суффиксов e, ī, iṇe, yāṇī и других.
Число и падеж
Значения числа и некоторых падежей в синдхи выражаются кумулятивно во флексии. В синдхи два флективных падежа с полной парадигмой — прямой (номинатив) и общекосвенный; также для отдельных слов встречаются аблатив, локатив и вокатив.
Пример падежно-числовой парадигмы
| Nom.sg         | Obl.sg | Abl.sg  | Voc.sg | Nom.pl | Obl.pl                   | Abl.pl      | Voc.pl     |
| -------------- | ------ | ------- | ------ | ------ | ------------------------ | ----------- | ---------- |
| mēṛākō «толпа» | mēṛākē | mēṛākān | mēṛākā | mēṛākā | mēṛākane                 | mēṛākane-ān | mēṛākā, -ō |
| gōlī «рабыня»  | gōlia  | gōlīān  | gōlī   | gōlīūn | gōliane, gōliune, gōline | gōliane-ān  | gōlīūn     |

Так называемый агентивный падеж используется для выражения агенса в клаузах с аналитическими формами переходных глаголов и совпадает с общекосвенным падежом.
Помимо флективных падежей, в синдхи имеются агглютинативные, выражаемые суффиксами, присоединяющимися к форме общекосвенного падежа.
- Датив: khē.

- Аблатив: khān/khōn/khūn.

- Локатив: mēn.

- Вокатив: ē, hē, hō, yā и др.

#### Прилагательное
Прилагательные в синдхи согласуются с определяемыми существительными во флективном падеже и числе. В случаях непосредственного предшествования прилагательного существительному согласование по числу может не осуществляться.
Ср.:
| kūṛ-ane nabi-une-khē ложный-OBL.PL пророк-PL.OBL-DAT | kūṛ-ē nabi-une-khē ложный-OBL пророк-PL.OBL-DAT |
| «ложным пророкам»                                    |                                                 |

Некоторая часть прилагательных, составляемая, главным образом, заимствованиями, неизменяема.

##### Степени сравнения
Сравнительная степень образуется при помощи постановки объекта, с которым производится сравнение, в аблатив:
| hiu этот-NOM              | māṛh-ū человек-NOM | huna-khōn тот. OBL-ABL | caṅ-ō хороший-NOM | āhē AUX.3SG |
| «этот человек лучше того» |                    |                        |                   |             |

Превосходная степень образуется либо при помощи словоформы sabhini-khān «лучше всех», либо при помощи сравнительного оборота c тем же прилагательным в качестве объекта сравнения:
| hiu этот-NOM              | māṛh-ū человек-NOM | sabhini-khān все. OBL-ABL | caṅ-ō хороший-NOM | āhē AUX.3SG |
| «этот человек лучше всех» |                    |                           |                   |             |

| caṅ-ē-khān хороший-OBL-ABL | caṅ-ō хороший-NOM | māṛh-ū человек-NOM |
| «самый лучший человек»     |                   |                    |

#### Местоимение
В синдхи выделяются личные местоимения 1 и 2 лица; указательные, выполняющие одновременно функцию местоимений 3 лица; возвратное; относительные; вопросительные. Все местоимения, кроме личных и возвратного, имеют эмфатические формы со значением фокуса. Подобно кашмири и лахнда, помимо стандартного выражения посессивного отношения путём сочетания имени и пассивного прилагательного, синдхи может выражать его посредством изафетных суффиксов, присоединяющихся к именам, глаголам и послелогам.

#### Глагол
Глагол в синдхи имеет три залога: активный, пассивный и каузативный, и два спряжения, одно из которых (a-спряжение) состоит из непереходных глаголов и глаголов в формах пассива, а другое (i-спряжение) — из переходных глаголов, в том числе в формах каузатива. Некоторая часть переходных глаголов-исключений, однако, принадлежит к a-склонению. Глаголы имеют финитные формы настоящего/субъюнктива, императива, а также нефинитные инфинитив, причастия прошедшего, настоящего и будущего времени, несколько форм так называемого конъюнктивного причастия, выражающего немедленное следование, и имя деятеля. Основная часть глагольных форм образуется с помощью одного из трёх вспомогательных глаголов: презентного, согласующегося по роду и числу, но не лицу глагола-прилагательног thō, а также глаголов āhiyān и huaṇu «быть». Ещё одним вспомогательным глаголом является thiaṇu «становиться». Формы настоящего/субъюнктива чаще всего имеют субъюнктивное значение, сохраняя значение настоящего в отсутствие вспомогательного глагола лишь в поэтической речи и поговорках. В обычной речи форма презенса образуется путём сочетания спрягаемой формы настоящего/субъюнктива и глагола thō. Причастие настоящего времени образует формы настоящего длительного, будущего простого (путём добавления изафетных суффиксов), имперфекта, дуративного будущего и дуративного будущего (при помощи вспомогательных глаголов). Причастие прошедшего времени образует прошедшее непереходное при помощи изафетных суффиксов; прошедшее переходное требует либо номинатива у пациенса, с которым согласуется причастие, и агентивного падежа у агенса, либо датива у пациенса и агентивного падежа у агенса; тогда причастие стоит в мужском роде единственного числа. С помощью различных вспомогательных глаголов образуются формы хабитуального прошедшего, перфекта, плюсквамперфекта и перфекта будущего времени.

## Образец текста
Статья 1 Всеобщей декларации прав человека:

سمورا انسان عزت ۽ حقن ۾ آزاد ۽ برابر پيدا ٿيندا آهن. انهن کي عقل ۽ ضمير سان نوازيو ويو آهي ۽ انهن کي ڀائيچاري جي جذبي سان هڪ ٻئي سان عمل ڪرڻ گهرجي.
Перевод:

Все люди рождаются свободными и равными в своём достоинстве и правах. Они наделены разумом и совестью и должны поступать в отношении друг друга в духе братства.

### Учебники
- Lekhwani, Kanhaiyalal. An Intensive Course in Sindhi (англ.). — Майсур: Центральный институт индийских языков, 1997. — (Intensive Course Series).
- Lekhwani, Kanhaiyalal. An Intermediate Course in Sindhi (англ.). — Майсур: Центральный институт индийских языков, 1999. — ISBN 81-7342-048-3.
- Lekhwani, Kanhaiyalal. An Advanced Course in Sindhi (англ.). — Майсур: Центральный институт индийских языков, 1999. — ISBN 81-7342-058-0.